# 연대주의

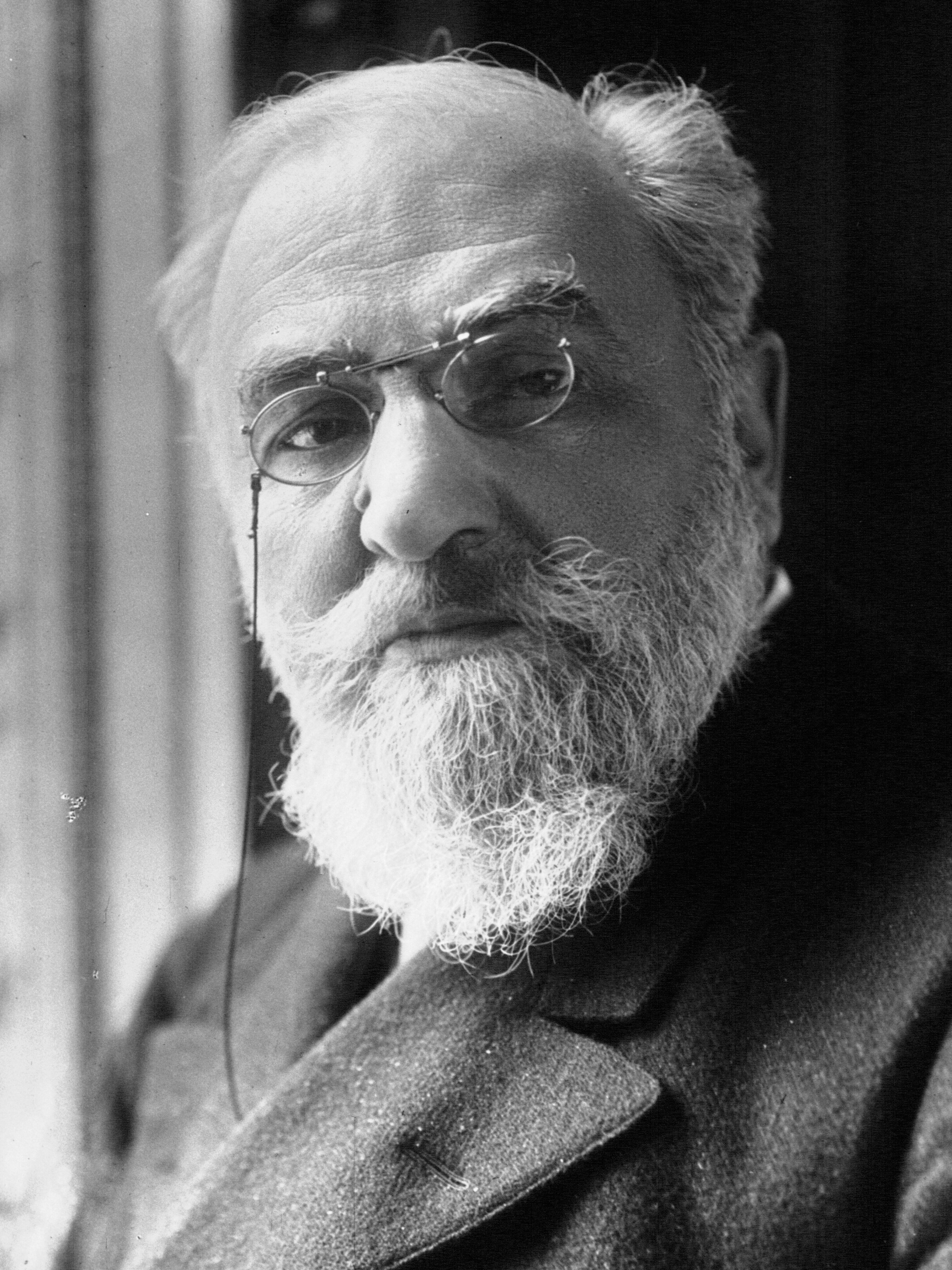
레옹 부르주아 (1917년)

연대주의(프랑스어: solidarisme 솔리다리슴[*])는 프랑스의 정치인 레옹 부르주아가 1896년 저서 『연대론』에서 전개한 정치철학이다. 코퍼러티즘의 일종이라고 생각할 수 있다.
연대주의는 자유주의와 사회주의에 대한 19세기 공화주의 부르주아지의 대응이라고 할 수 있다. 1848년 혁명과 보불전쟁 통에 프랑스 제2제국이 붕괴했다. 1871년 파리 코뮌을 유혈진압했음에도 새로 들어선 제3공화국은 프랑스 사회가 마주한 문제에 제대로 대처하지 못했다. 이에 소시민 출신 정치인들이 1789년 프랑스 대혁명 시기 자유, 평등, 우애를 전통으로 삼아 "연대"를 가치로서 발굴하여 주창한 것이 연대주의다. 부르주아는 최저임금제도, 사회보험, 소득세, 무상교육 같은 것을 연대주의의 내용으로서 주장했다. 연대주의는 당대의 두 가지 큰 평등주의 흐름 중 하나로서, 다른 하나인 사회주의(아르망 바르브, 루이 오귀스트 블랑키, 프랑수아뱅상 라스파일 등에 의해 담지된)와 경쟁적 관계였다.
변종으로 계약연대주의, 가톨릭연대주의, 극우연대주의 등이 있다.

## 같이 보기
- 아노미
- 사회 정의
- 제3의 길